# Don MacDougall (ingénieur du son)
Pour les articles homonymes, voir MacDougall.

Donald W. « Don » MacDougall est un ingénieur du son américain.

## Filmographie partielle
- 1975 : Funny Lady d'Herbert Ross
- 1976 : La Dernière Folie de Mel Brooks (Silent Movie) de Mel Brooks
- 1977 : Rencontres du troisième type (Close Encounters of the Third Kind) de Steven Spielberg
- 1977 : Star Wars, épisode IV : Un nouvel espoir (Star Wars Episode IV: A New Hope) de George Lucas
- 1978 : Têtes vides cherchent coffres pleins (The Brink's Job) de William Friedkin
- 1978 : Les Yeux de Laura Mars (Eyes of Laura Mars) d'Irvin Kershner
- 1978 : La Fureur du danger (Hooper) d'Hal Needham
- 1979 : 1941 de Steven Spielberg
- 1979 : Tendre Combat (The Main Event) d'Howard Zieff
- 1980 : La Porte du paradis (Heaven's Gate) de Michael Cimino
- 1980 : Les Blues Brothers (The Blues Brothers) de John Landis
- 1980 : Tom Horn, sa véritable histoire (Tom Horn) de William Wiard
- 1981 : À nous la victoire (Escape to Victory) de John Huston
- 1981 : Le Solitaire (Thief) de Michael Mann
- 1983 : Retour vers l'enfer (Uncommon Valor) de Ted Kotcheff
- 1984 : Police Academy de Hugh Wilson

## Distinctions

### Récompenses
- Oscars 1978 : Oscar du meilleur mixage de son pour Star Wars, épisode IV
- BAFTA 1979 : BAFA du meilleur son pour Star Wars, épisode IV

### Nominations
- Oscar du meilleur mixage de son
  - en 1976 pour Funny Lady
  - en 1978 pour Rencontres du troisième type
  - en 1979 pour La Fureur du danger
  - en 1976 pour 1941
- BAFTA 1979 : BAFA du meilleur son pour Rencontres du troisième type